# Сомжит Джонгжохор
Сомжит Джонгжохор (тай. สมจิตร จงจอหอ, 19 січня 1975) — таїландський боксер, олімпійський чемпіон, чемпіон і призер чемпіонатів світу, Азії та Азійських ігор.
Сомжит Джонгжохор — дядько Вірапона Джонгжохора, теж боксера, призера чемпіонату світу серед аматорів.

## Аматорська кар'єра
На Азійських іграх 2002 здобув чотири перемоги і став переможцем.
На чемпіонаті світу 2003 став чемпіоном.
- В 1/16 фіналу переміг Рамазана Балліоглу (Туреччина) — RSCO 3
- В 1/8 фіналу переміг Бато-Мунко Ванкеєва (Білорусь) — 10-5
- У чвертьфіналі переміг Юріоркіса Гамбоа (Куба) — 23-22
- У півфіналі переміг Рустамходжу Рахімова (Німеччина) — 12-5
- У фіналі переміг Жерома Тома (Франція) — 24-17

На Олімпійських іграх 2004 переміг Кім Кі Сук (Південна Корея) і програв майбутньому чемпіону Юріоркісу Гамбоа (Куба).
На чемпіонаті світу 2005 програв у першому бою Андрі Лаффіта (Куба).
На Азійських іграх 2006 переміг Анвара Юнусова (Таджикистан), Мірата Сарсембаєва (Казахстан), Кацукі Суса (Японія), програв у фіналі Віоліто Пайла (Філіппіни) і отримав срібну медаль.
На чемпіонаті світу 2007 завоював срібну медаль.
- В 1/16 фіналу переміг Рамадана Резгалла (Єгипет) — 17-9
- В 1/8 фіналу переміг Мірата Сарсембаєва (Казахстан) — 17-8
- У чвертьфіналі переміг Рафаля Качора (Польща) — 15-3
- У півфіналі переміг Вінченцо Пікарді (Італія) — 13-2
- У фіналі програв Роші Воррену (США) — 9-13

На Олімпійських іграх 2008 став чемпіоном.
- В 1/16 фіналу переміг Едді Валенсуела (Гватемала) — 6-1
- В 1/8 фіналу переміг Саміра Мамедова (Азербайджан) — 10-2
- У чвертьфіналі переміг Анвара Юнусова (Таджикистан) — 8-1
- У півфіналі переміг Вінченцо Пікарді (Італія) — 7-1
- У фіналі переміг Андрі Лаффіта (Куба) — 8-2

### Виступи на Олімпіадах
| Олімпіада  | Дисципліна | Місце  |
| ---------- | ---------- | ------ |
| Афіни 2004 | до 51 кг   | 9T     |
| Пекін 2008 | до 51 кг   | Золото |